# Дублет (одежда)

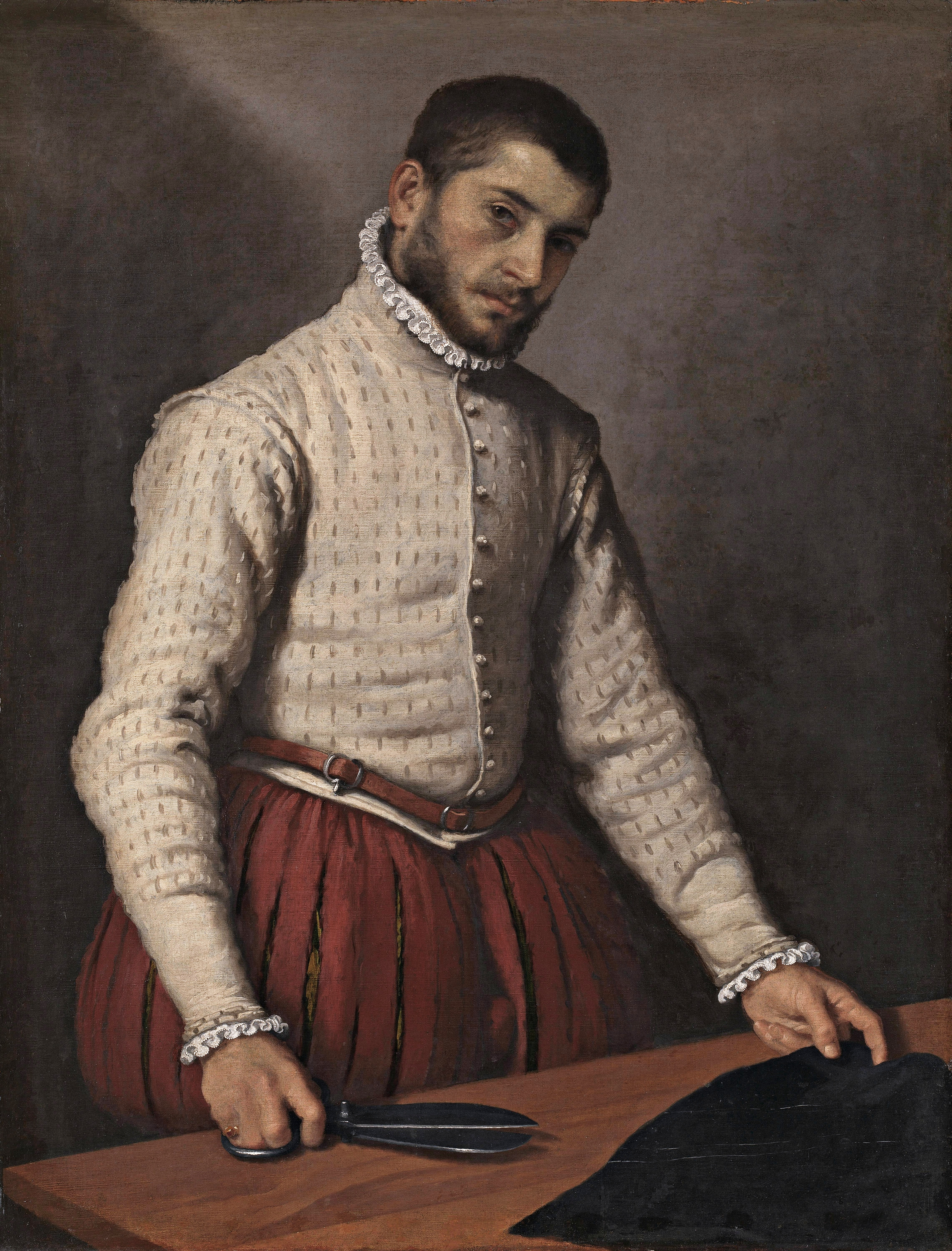
Джованни Баттиста Морони «Портной» (ок. 1565—1570). Лондонская национальная галерея

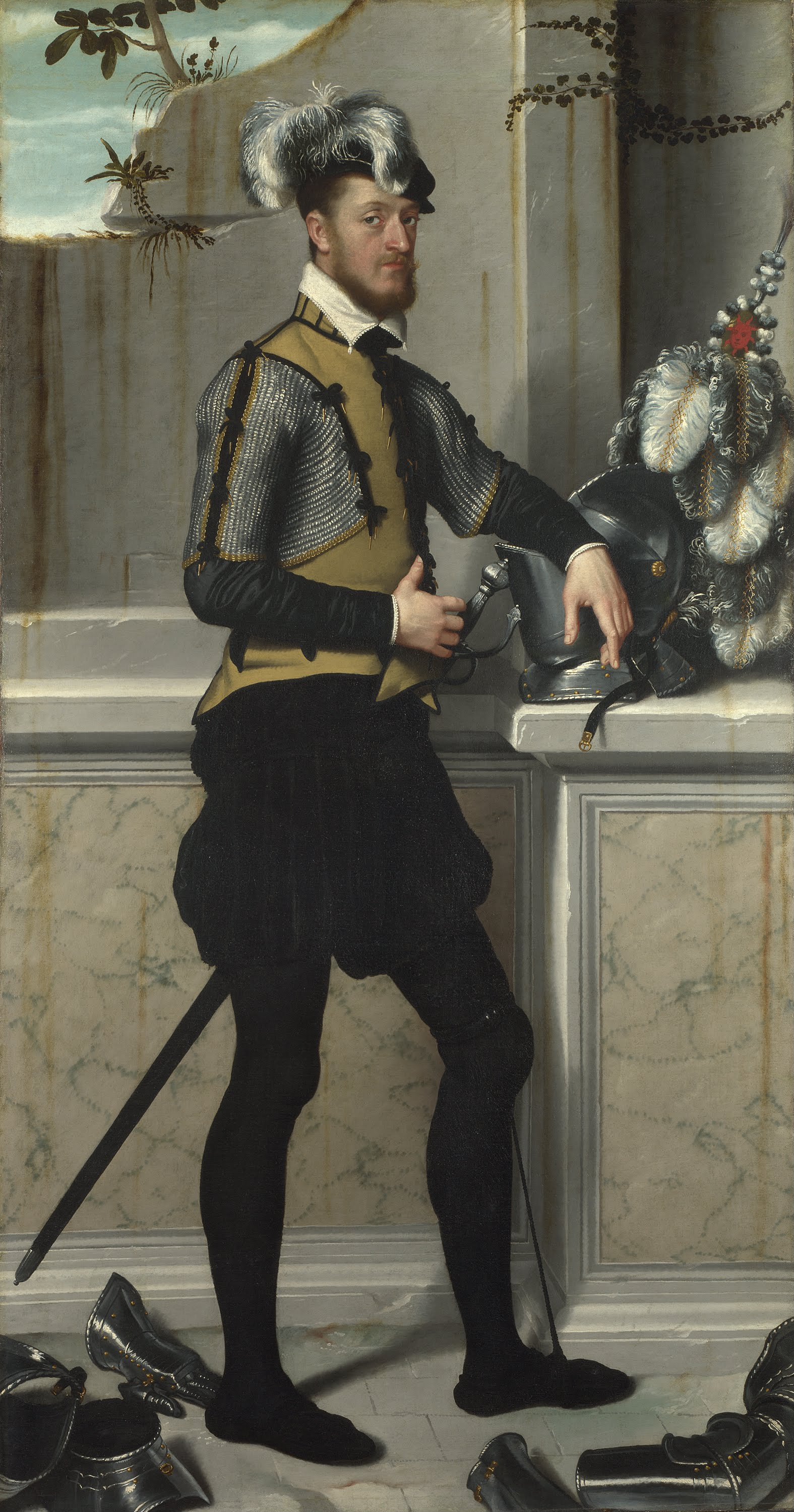
Джованни Баттиста Морони «Рыцарь в шлеме» (ок. 1554—1558). Лондонская национальная галерея. Дублет в качестве поддоспешной одежды, кольчужное полотно закреплено шнурками

Дублет (фр. doublet) — мужская верхняя одежда, распространённая в Западной Европе в период с 1330-х по 1660—1670-е годы.
Это был первый образец одежды, который плотно сидел на теле. Первые дублеты были до середины бедра, позже они стали укорачиваться, и в моду вошли сшивные шоссы (взамен раздельным шоссам-чулкам) и дублет соединялся с ними рядом завязок, доходя ниже паховой впадины.
Иногда изготовлялся с раздельными рукавами, которые пришивались в районе плеч.
С XV века появлялся стоячий ворот.
Делался из шерсти и льняной подкладки. Позже появились вариации с пуфами на рукавах и изготовлялись ворот и рукава из более дорогих материалов, так как дублет был обычно скрыт под верхней одеждой, такой как уппеланд, к примеру.
Так же (в XV—XVI веках) использовался как поддоспешник или самостоятельный доспех с нашитыми кусками кольчуги, металлическими пластинами или толстой кожей. Изначально был просто кожаной рубашкой, со временем превратившись фактически в кожаную куртку со стёганой подкладкой, нередко обшитую изнутри льном, а в дорогих вариантах — шёлком, и стоячим воротником, защищающим шею. Впоследствии кожа стала необязательной, а в XV веке на него стали нашивать кусочки кольчуги с целью защиты уязвимых мест (подмышки, внутренняя сторона локтя) у лат (дублет с нашитой кольчугой весил существенно меньше, чем кольчуга + поддоспешник).

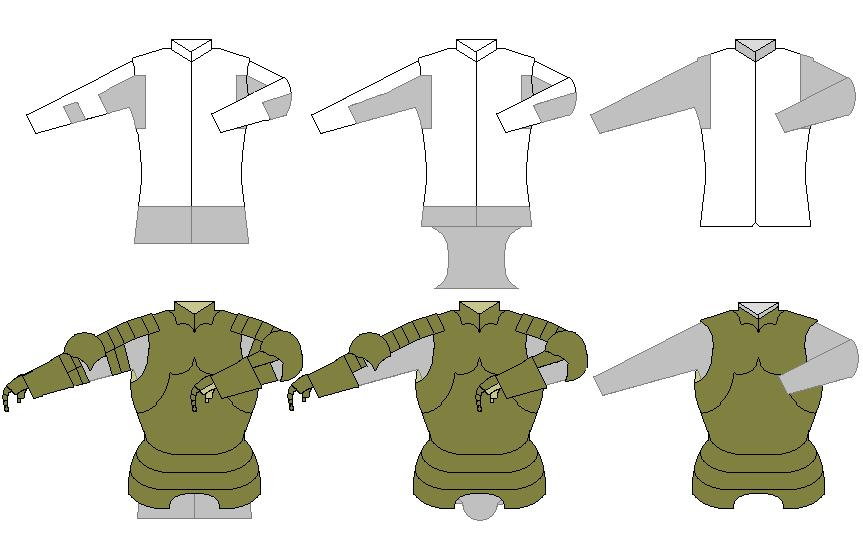
Варианты исполнения поддоспешного дублета. Участки с нашитым кольчужным полотном выделены серым цветом. Дублет в центре имеет сзади кусок кольчуги, который пропускался между ног и фиксировался, защищая область паха.